# Opactwo w Abondance
Opactwo w Abondance – jedenastowieczny klasztor kanoników regularnych w Abondance w departamencie Górna Sabaudia, obecnie siedziba gminy Abondance oraz wystawa sztuki sakralnej średniowiecza. 

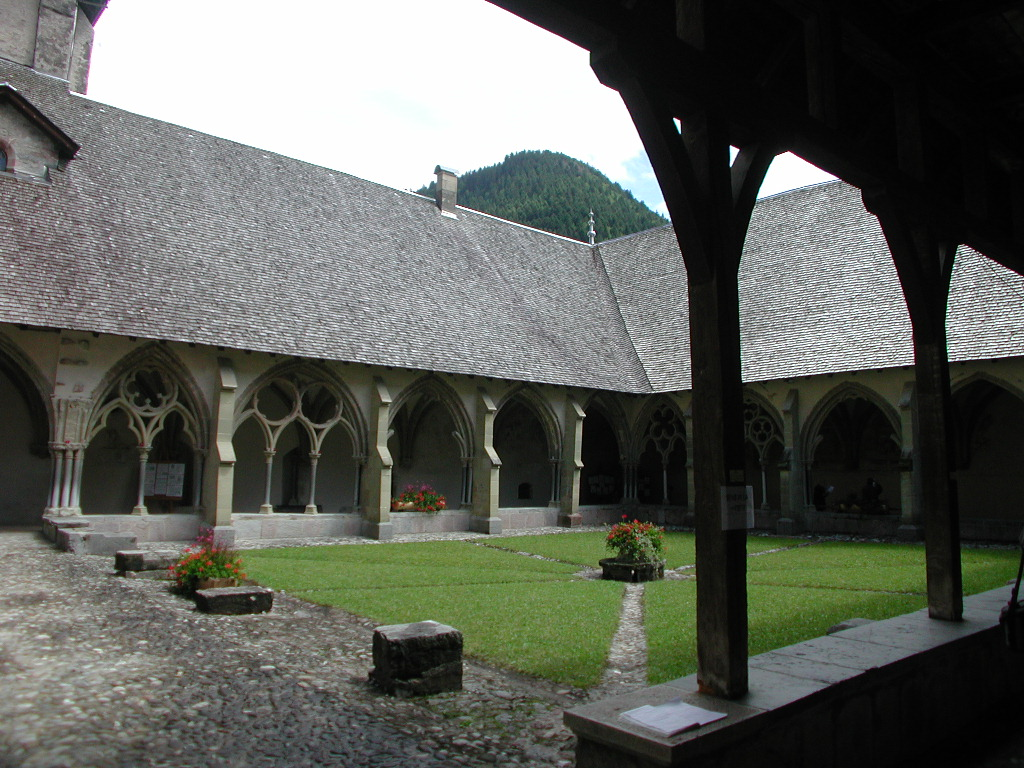
Wirydarz

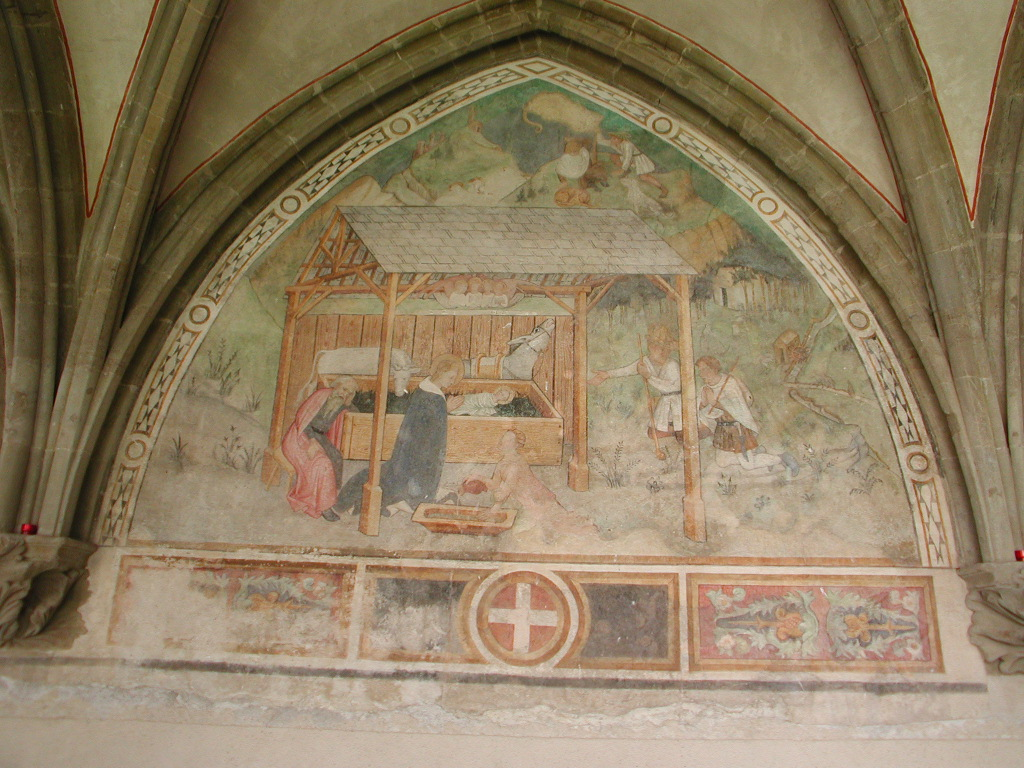
Narodzenie Chrystusa, fresk w klasztorze

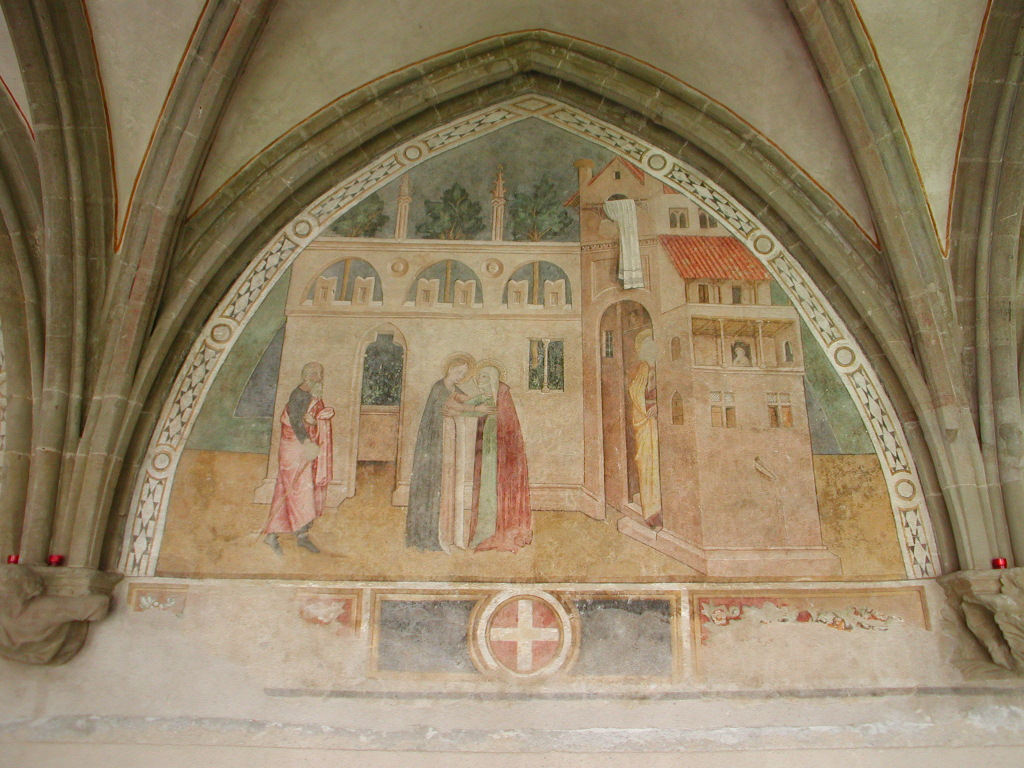
Zwiastowanie, fresk w klasztorze

## Historia
Tradycja przypisuje założenie pierwszego opactwa w Abondance św. Kolombanowi, który około roku 610 przebywał w regionie Alp w trakcie pielgrzymki do Rzymu. Obecnie jednak hipoteza ta jest odrzucana jako mało prawdopodobna. Święty najprawdopodobniej zatrzymał się w oddalonej od Abondance miejscowości Saint-Maurice-d'Agaune, znanego miejsca kultu i nie zakładał wspólnoty monastycznej w innym miejscu, jeśli w ogóle podjął takie działania na tym obszarze. Najprawdopodobniej prawdziwymi założycielami klasztoru w Abondance byli kanonicy regularni z istniejącego wcześniej opactwa właśnie w Saint-Maurice-d'Agaune, a stało się to na przełomie XI i XII w. 
Klasztor był samodzielną jednostką do 1433, kiedy został przejęty pod nadzór królewski – kolejni przełożeni byli od tej pory opatami komendatoryjnymi. W roku 1446 na terenie zabudowań wybuchł pożar, niszcząc dzwonnicę i część klasztornego kościoła, nie czyniąc jednak szkód w budynkach mieszkalnych. W tym samym okresie dokonano znaczącej redekoracji wnętrz obiektu. Mimo tych ważnych zmian architektonicznych okres komendatorii był czasem spadku znaczenia klasztoru, który w 1607 przestał być własnością kanoników regularnych na rzecz cystersów-feuillantów dekretem papieża Pawła V. Niewiele zmieniło to w sytuacji opactwa: w 1761, po kilku skandalach obyczajowych z udziałem zamieszkałych w nim zakonników oraz zupełnym zanikiem życia religijnego na terenie klasztoru został on definitywnie zamknięty. 
W 1795 opuszczone budynki zostały sprzedane w ramach prywatyzacji tzw. dóbr narodowych. Mimo tego nadal pozostawały w stanie niezabezpieczonym i w pierwszej połowie XIX w. stały się nielegalnym wysypiskiem śmieci. Konserwacja zabytku zaczęła się dopiero po zakupie ruin przez rodzinę Sallavuard w 1836 i wzroście zainteresowania ochroną dóbr kultury. W 1862 prace nabrały tempa ze względu na odkrycie na terenie opactwa kompleksu średniowiecznych dekoracji malarskich. Były one sukcesywnie poddawane konserwacji jeszcze do lat 90. XX wieku. 
Obecnie gospodarzem dawnych zabudowań klasztornych jest gmina Abondance. 

## Architektura
Obecny kompleks zabudowań opactwa składa się z budynków wzniesionych w różnych momentach jego istnienia, były one również wielokrotnie przebudowywane i remontowane. Kościół klasztorny Wniebowzięcia NMP był wznoszony od roku 1275 do początku XIV w., przebudowywany w XVII w. po zniszczeniach pożarowych. W 1728 została wzniesiona jego dzwonnica, zaś w wieku XIX dobudowano do kościoła drugą elewację oraz wykonano freski w transepcie, mając na celu odtworzenie pierwotnego wyglądu zabudowań. Zachowane do dziś zabudowania klasztoru pochodzą z lat 1330-1354 i w największym stopniu posiadają pierwotny średniowieczny charakter (w niektórych istnieją oryginalne sklepienia, freski i płaskorzeźby). Na terenie klasztoru i kościoła zachował się unikatowy zespół 16 fresków z pierwotnej liczby 25 malowideł.